# St. Jakobus (Moldenit)

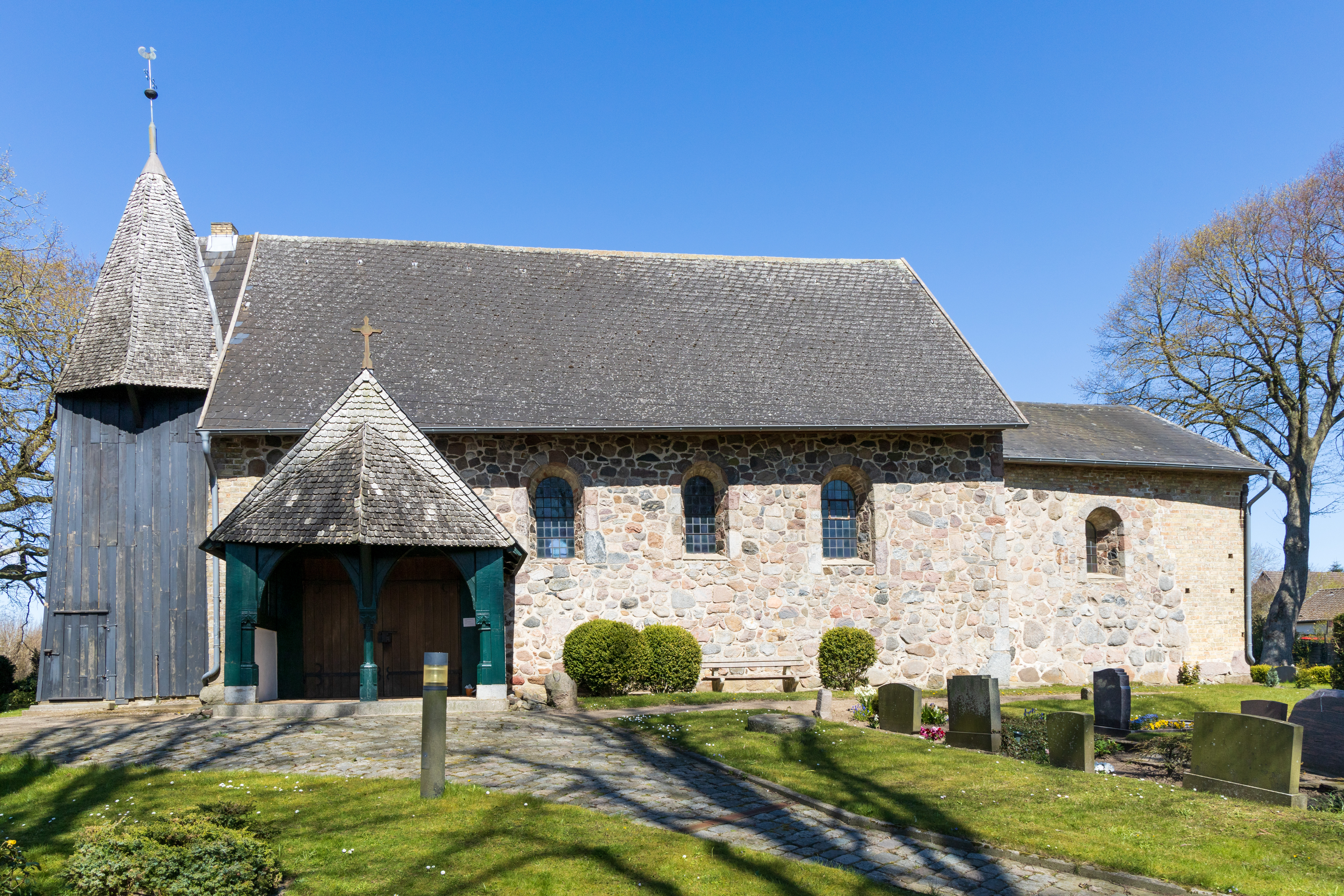
Die St.-Jakobus-Kirche von Süden gesehen

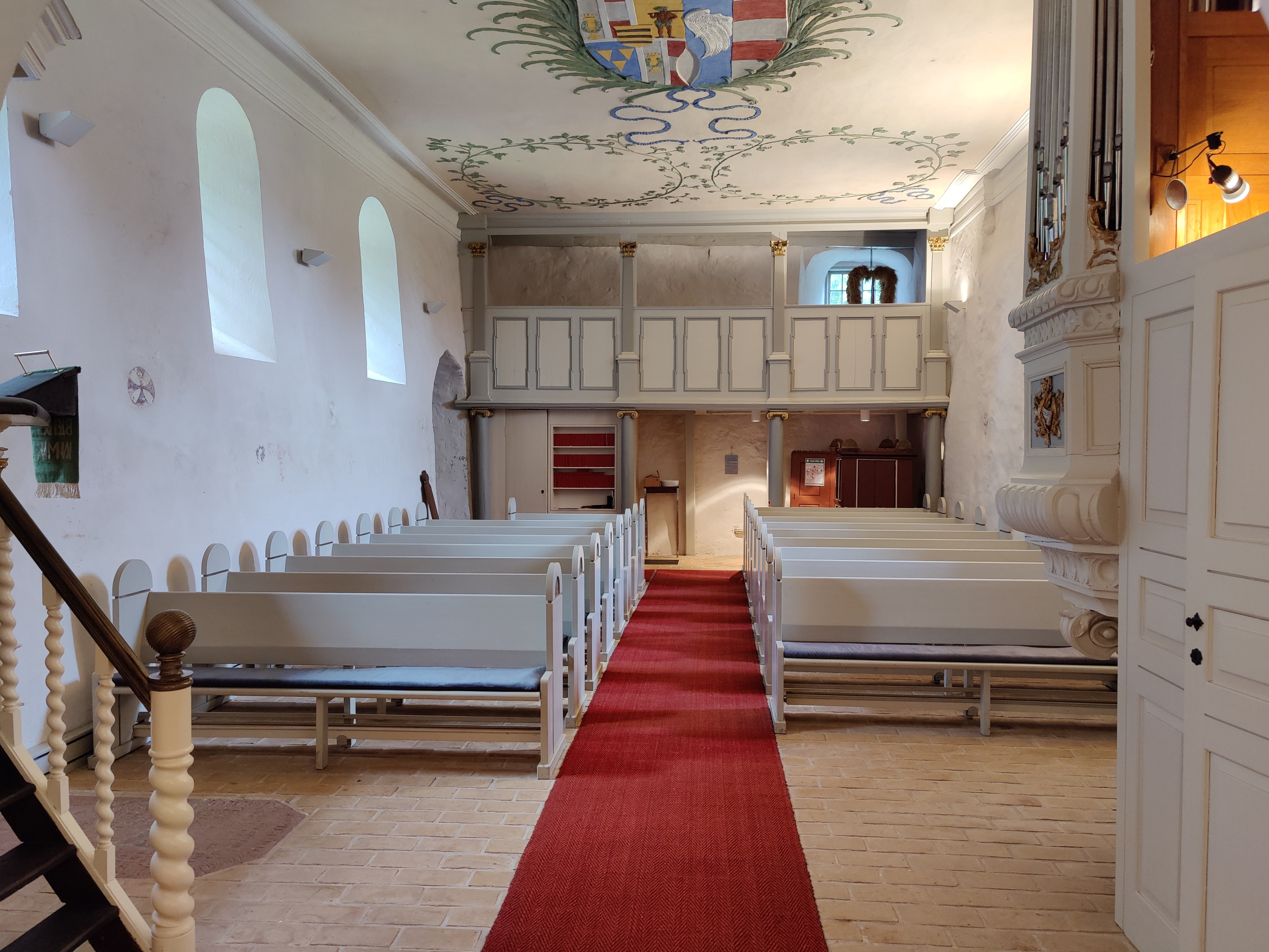
Innenraum, Blick nach Westen

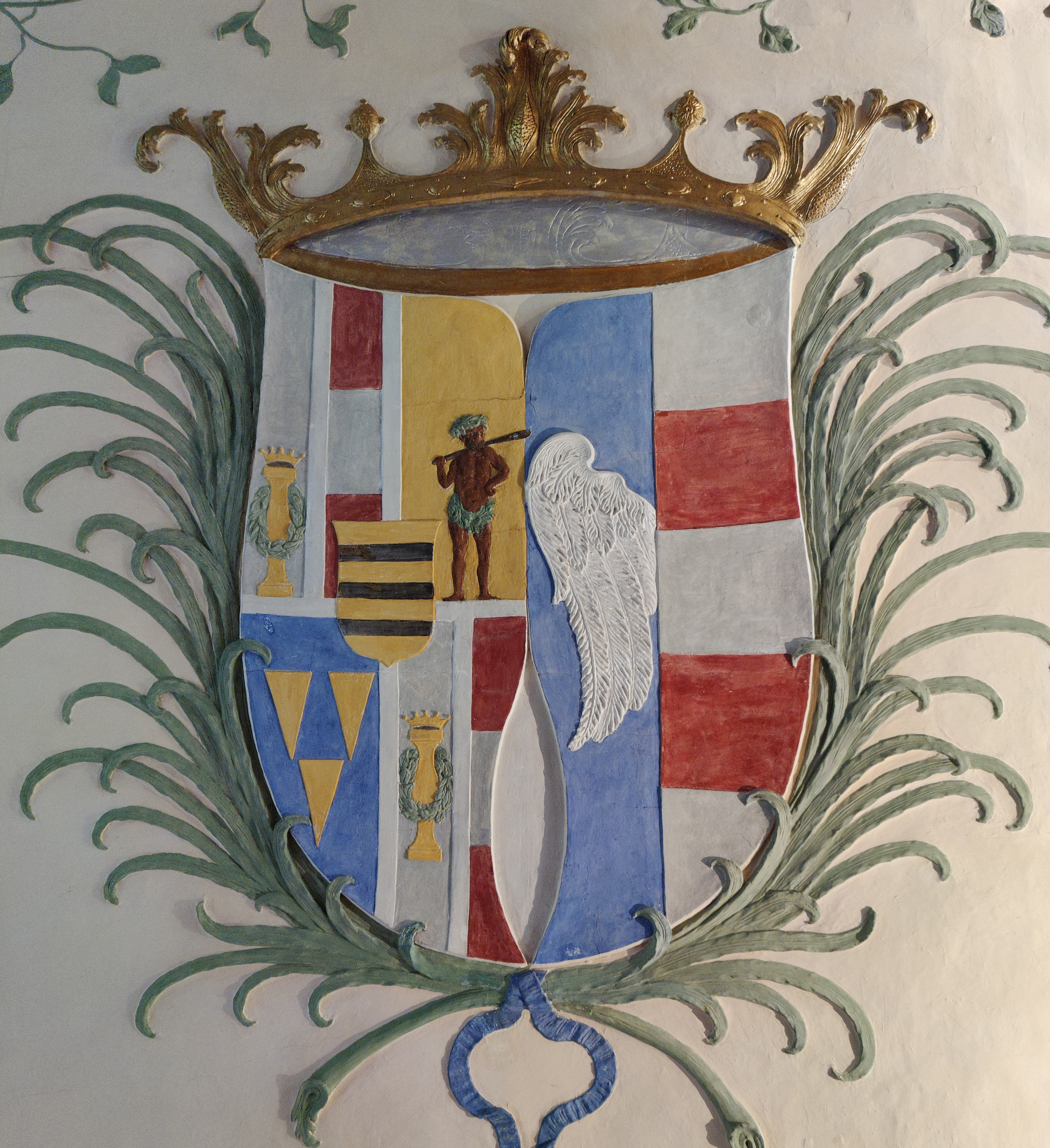
Wappen an der Decke

Die evangelisch-lutherische St.-Jakobus-Kirche im zu Schaalby gehörenden Dorf Moldenit ist eine romanische Feldsteinkirche aus dem 12. Jahrhundert.

## Geschichte
Die nach dem heiligen Jakobus benannte Kirche wurde Ende des 12. Jahrhunderts aus Feldstein errichtet. Aus der Erbauungszeit haben sich Weihekreuze an den Wänden erhalten. Die kleine Kirche wurde Mutterkirche der etwas jüngeren Kahlebyer Kirche. Wie Kahleby befand sich auch Moldenit in den Besitz des Benediktinerinnenklosters St.-Johannis vor Schleswig, unter dessen Patronat es auch nach der Umwandlung des Klosters in ein Damenstift im Zuge der Reformation bis 1884 verblieb. Spätestens nach der Reformation wurde das Kirchspiel Moldenit vom Kahlebyer Pastor mitbetreut. In den 1970er Jahren schlossen sich beide Gemeinden auch offiziell zu einer zusammen. In den 1990er Jahren fusionierte diese mit Brodersby.
Der kleine romanische Feldsteinbau hat einen eingezogenen Kastenchor, wie er typisch ist für die alten Angeliter Kirchen. Der Chor wurde in der Spätgotik eingewölbt. Das Schiff erhielt 1705 eine Stuckdecke, in deren Mitte sich vier runde grüne Ranken sich um das Allianzwappen der Adelsfamilien von Ahlefeldt und Kielmann von Kielmannsegg ranken.
Der hölzerne, an die Westwand gelehnte Turm wurde 1586 erstmals erwähnt und 1772 in der derzeitigen Konstruktion errichtet. Das offene Vorhaus vor dem Südportal stammt von 1892.

## Ausstattung

### Stuckdecke
Seit dem Klassizismus sind Stuckdecken in den Kirchen mehr verbreitet. Diese von Joachim von Ahlefeldt (1670–1744) 1705 gestiftete Arbeit ist mit einem Legat zur Unterhaltung versehen. In dem Rankenprofil ist das Ahlefeldsche Wappen mit dem weißen Flügel kombiniert mit dem Wappen seiner Frau Friederike von Kielmann von Kielmannsegg (1673–1729), einer Tochter von Friedrich Christian Kielman von Kielmansegg. 1855 wurde die Stuckdecke renoviert.

### Kanzel
Die schlichte, weißbemalte Kanzel stammt aus dem Jahr 1689 und bildet einen fünfseitigen Korb mit Pilastern. Der Schalldeckel ist sechsseitig. Auf dem Korb ist eine zweiteilige aus der Barockzeit stammende Kanzeluhr angebracht. Die Treppenbrüstung jünger und stammt aus dem Jahr 1909. Goldfarbige Abschlussleisten zieren die rundbogigen Flachfelder einer insgesamt schlichten hellen Kanzel.

### Granittaufe
Das älteste Ausstattungsstück ist die schlichte romanische Granittaufe. Sie hat eine Höhe von 67 cm und hatte ehemals einen Mühlstein als Fuß. Der heutige Fuß besteht auch aus Granit. Mit der Kuppa, Schaft und Sockel ergibt sich eine Dreiteiligkeit.

### Altar
1682 wurde der Altaraufsatz vom Gründer des Gutes Winning, Joachim Schmidt, gestiftet. Eine mit Pilastern gerahmte Ädikula zeigt als Gemälde die Kreuzigung, in der im Fuß des Kreuzes in einer Barockkartusche der Stiftername enthalten ist. Das barocke Werk ist im gesprenkten Giebelfeld mit Stifterwappen und flankierenden Putti geziert.
Ein aus Messing gefertigter Altarleuchter hat seinen Platz auf der Mensa. Seine Höhe beträgt 46 cm. Drei Lichterteller erwachsen aus dem zweiarmigen Werk. Seine Datierung ist die 1. Hälfte des 17. Jahrhunderts.

### Orgel

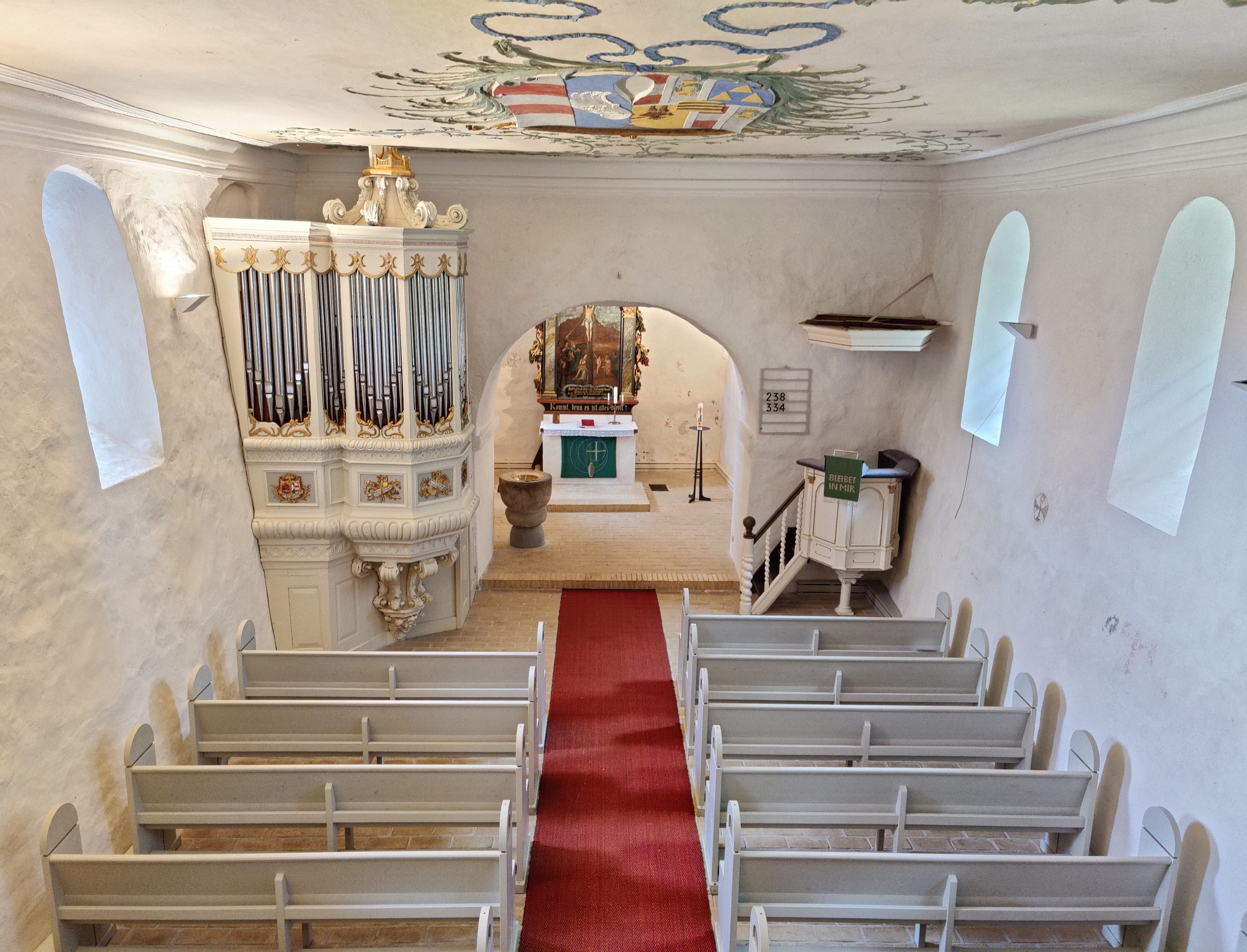
Innenraum, Blick nach Osten

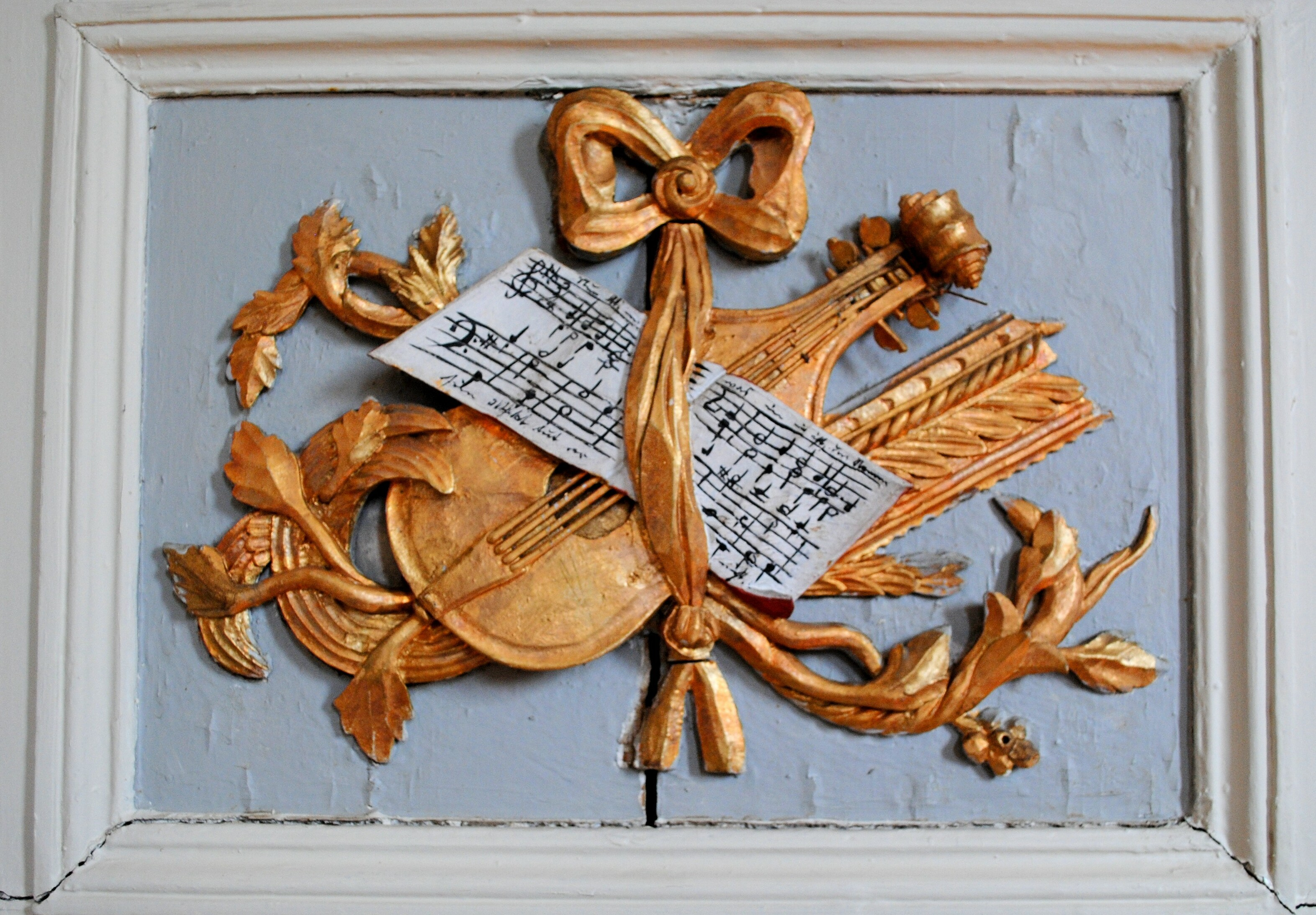
Rokoko Musik-Allegorie an der Orgelkonsole

Einem weiteren Gutsherrn, dem Geheimrat Johann Ludwig von Jügert (1725–1793), verdankt die Kirche ihre Orgel. Den Prospekt hatte der deutsch-dänische Bildhauer Johann Friedrich Hän(n)el 1746 für die Kapelle des Schlosses Friedrichsruh in Drage geschaffen. In den Feldern der Rokokokonsole sind aus Holz geschnitzte Musik-Allegorien eingearbeitet. Die enthaltenen Notenblätter zeigen die Anfänge dreier Loblieder. In dem linken Teil des eingearbeiteten Wappens ist auch das Wappen des Stifters enthalten. In das kleine Gehäuse, in dem ursprünglich auch noch der Organist zwischen den Pfeifen seinen Platz fand, baute der Orgelbauer Johann Matthias Schreiber 1758 ein Orgelwerk. Als das erst 1751 fertiggestellte Schloss 1787 abgebrochen wurde, erstand Jügert die Orgel für die Moldeniter Kirche, wo sie nördlich im Kirchenschiff neben dem Chorbogen aufgestellt wurde. Das Orgelwerk wurde 1907 durch ein neues Instrument von Marcussen & Søn ersetzt. Seit dem Jahr 1976 befindet sich hinter dem Barockprospekt ein Werk der Firma Paschen Kiel Orgelbau. Sieben Register verteilen sich auf ein Manual und Pedal, die Trakturen sind mechanisch. Die Disposition lautet wie folgt:
| I Manual C–f3   |       |
| Holzgedackt     | 8′    |
| Gambe           | 8′    |
| Prinzipal       | 4′    |
| Rohrflöte       | 4′    |
| Spitzprinzipal  | 2′    |
| Rauschpfeife II | 1 ⁄3′ |

| Pedal C–d1 |     |
| Subbaß     | 16′ |

- Koppeln: I/P

## Gemeinde
Die St.-Jakobus-Kirche gehört zusammen mit der St.-Marien-Kirche in Kahleby und der St.-Andreas-Kirche in Brodersby zur Kirchengemeinde Brodersby-Kahleby-Moldenit in der Evangelisch-Lutherischen Kirche in Norddeutschland. Am 1. Oktober 2021 fusionierten die Kirchengemeinden Böklund, Brodersby-Kahleby-Moldenit, Nübel, Taarstedt, Struxdorf-Thumby, Tolk und Uelsby zur Kirchengemeinde Angelns-Süd.

## Sage

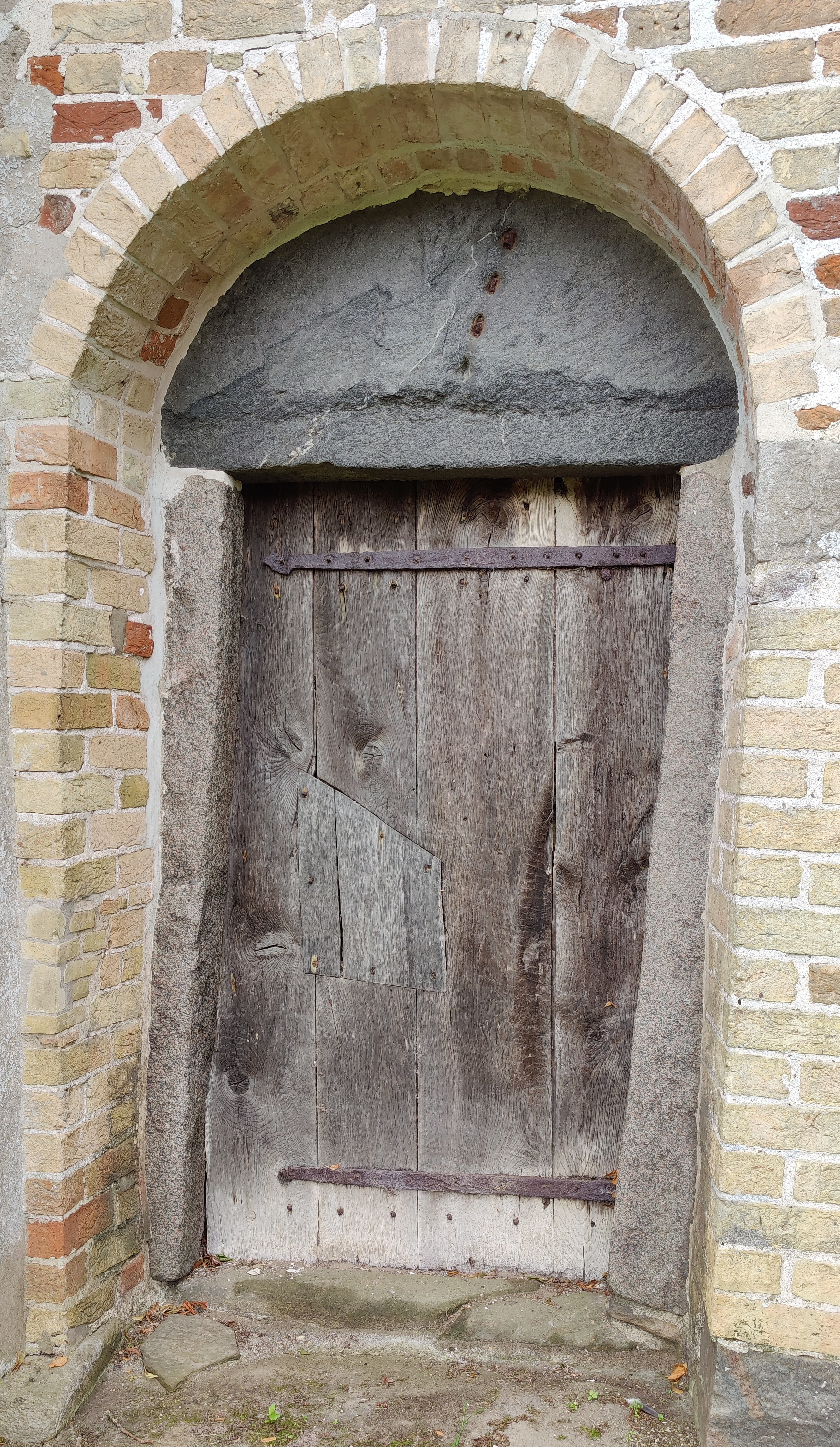
Von innen zugemauerte, gelöcherte „Teufelstür“

Die Löcher im Tympanon über dem Nordportal, dem Fraueneingang, erklärt die Sage: Eine junge Frau habe einst einen Freier mit den Worten „Ich gehe lieber zum Teufel“ abgewiesen. Als sie sich dann doch zur Hochzeit entschloss, versuchte sie der Teufel noch auf dem Weg zur Kirche zu fangen, indem er vom nahen Hünengrab, dem sogenannten Teufelsberg, mit einer Kette nach ihr warf. Die Braut hatte jedoch schon die Kirche betreten, sodass die Kette nur Spuren im Gemäuer hinterließ.